# David Gegundez
David Gegundez (Madrid, España; 11 de mayo de 1988) es un skater y actor español. Ha salido en programas de televisión en MTV y otros medios televisivos y periodísticos. 

## Biografía
David Gegundez “Gegun” nació el 11 de mayo de 1988 en Madrid, España. Lleva más de 14 años patinando por Madrid, ciudad que le vio nacer en 1988 y en la que se ha convertido en uno sus principales skaters. Lo mismo que fuera de sus fronteras, donde ha competido nacional e internacionalmente.
Se crio rodeado de fútbol (el cual practicó en las categorías inferiores del Real Madrid) y baloncesto que era lo más popular. “Durante el recreo vi a unos chavales patinando y echando skates, y me quedé flipando viendo a los chicos mayores hacer trucos”. A partir de ahí el resto de su historia ha ido siempre sobre ruedas, deslizándose a toda velocidad. Al principio “Gegun” participaba en competiciones únicamente por divertirse, pero a medida que iba sumando victorias, viajando, disfrutando del skate y sumando público, su pasión fue profesionalizándose hasta convertirse en uno de los pocos riders españoles con proyección internacional.
Cuando David se baja del skate (a veces lo hace) es padre de dos canijos, de los cuales se siente enormemente orgulloso. Su familia, su fuente de inspiración, y el skate son su vida, y por ello se siente enormemente agradecido.

### Carrera
La carrera de David Gegundez comenzó el verano de 2004. Ese año asistió al campeonato de Game of skate en Madrid, España, participando en un concurso, que posteriormente ganó.

## Participaciones en eventos

### 2012
| Evento                          | Clasificación | Disciplina   |
| ------------------------------- | ------------- | ------------ |
| Mulafest Contest , Madrid ,ESP  | 1º            | Skate Street |
| Es Game of skate, Alicante ,ESP | 1º            | Skate Street |

### 2013
| Evento                             | Clasificación | Disciplina   |
| ---------------------------------- | ------------- | ------------ |
| Red Bull Skate ARCADE, Málaga ,ESP | 7º            | Skate Street |

### 2014
| Evento                                 | Clasificación | Disciplina   |
| -------------------------------------- | ------------- | ------------ |
| World CUP Skate Omarisquiño, Vigo ,ESP | 26º           | Skate Street |

### 2015
| Evento                                                    | Clasificación | Disciplina   |
| --------------------------------------------------------- | ------------- | ------------ |
| Levis Skate Contest, Madrid, ESP                          | 1º            | Skate Street |
| World CUP Skate Kimberly Diamond , Kimberly ,South Africa | 32º           | Skate Park   |

### 2018
| Evento                               | Clasificación | Disciplina   |
| ------------------------------------ | ------------- | ------------ |
| Roterdam World CUP, Roterdam,Holland | 23º           | Skate Park   |
| Omarisquiño, Vigo, ESP               | 28º           | Skate Street |

### 2019
| Evento                             | Clasificación | Disciplina   |
| ---------------------------------- | ------------- | ------------ |
| FISE Internacional CUP, Madrid,ESP | 5º            | Skate Street |